# No Alibis
No Alibis ist ein Rocksong, der von Jerry Lynn Williams geschrieben und 1989 von Eric Clapton auf seinem Album Journeyman veröffentlicht wurde.

## Musik und Inhalt
In dem Stück geht es um einen Mann, der seine Partnerin bittet, ihn nicht weiter zu belügen. In seiner Autobiografie schildert Clapton, dass er den Song zusammen mit Williams, der als Songwriter erscheint, geschrieben habe. Clapton wurde von seiner damaligen Partnerin Lory Del Santo betrogen, so Clapton in seiner Biografie. Auch während seiner Journeyman World Tour spielte er den Song. Das Stück steht in der Tonart E-Dur, in der Clapton auch seine Gitarrensoli vorträgt.

## Chartplatzierungen
Die Singleauskopplung belegte 1990 Platz 53 der britischen Charts und blieb dort drei Wochen. In den USA positionierte sich die Single auf Rang vier der Mainstream-Rock-Charts.